# Nomenclatura oberta
La nomenclatura oberta és l'ús d'expressions taxonòmiques abreviades en la classificació biològica.
 Les expressions utilitzades més freqüents són aff., cf., ?, i sp.. Encara que hi poden haver variants, pel que fa a on ubiquen els investigadors expressions com aff. i cf., a la nomenclatura binomial d'una espècie, la qüestió més important sense resoldre és la forma en què s'interpreten. El Codi Internacional de Nomenclatura Zoològica (CINZ) no parla de la nomenclatura oberta, deixant oberts, a la interpretació dels taxonomistes, el seu ús i significat.
L'expressió aff. s'utilitza generalment per expressar l'afinitat d'una espècie potencialment nova, però no descrita, vers una espècie descrita i coneguda. Per indicar que es tracta d'una espècie potencialment nova que no mostra afinitat, s'utilitza l'expressió sp.. Això suggereix que la identificació, o bé no s'ha intentat, o bé la mostra no pot estar estretament relacionada amb les espècies o subespècies ja identificades. Les expressions cf. i ? indiquen diferents graus d'incertesa.